# 城島町
城島町（じょうじままち）は、福岡県三潴郡に属していた町である。久留米市への通勤率は16.8%、大川市への通勤率は12.6%（いずれも平成12年国勢調査）。主に農業（稲作、イチゴ）、酒造業が盛んな町である。
2005年（平成17年）2月5日に、近隣の三潴郡三潴町、浮羽郡田主丸町、三井郡北野町とともに編入合併し、久留米市の一部となった。

## 歴史
- 1889年（明治22年）4月1日 - 町村制施行に伴い三潴郡に以下の3村が成立。
  - 城島村 ← 城島村、内野村、浜村、下田村、蘆塚村、大依村、六丁原村、楢津村
  - 青木村 ← 青木島村、江島村、四郎丸村、上青木村、下青木村、西青木村、浮島村、鐘ヶ江村の一部
  - 江上村 ← 江上村、江上本村、江上上村、原中牟田村
- 1900年（明治33年）5月31日 - 城島村が町制を施行し、城島町となる。
- 1935年（昭和10年）6月30日 - 集中豪雨により筑後川の堤防が決壊。三潴郡一帯が浸水の被害を受ける中、城島町でも全町約1500戸が浸水[1]。
- 1955年（昭和30年）2月1日 - 城島町・青木村・江上村が合併（新設合併）し、新たに城島町となる。
- 1989年（平成元年）6月28日 - 大川市と境界変更。
- 1998年（平成10年）12月18日 - 大川市と境界変更。
- 2001年（平成13年）6月4日 - 三潴郡大木町と境界変更。
- 2005年（平成16年）2月5日 - 浮羽郡田主丸町、三井郡北野町、三潴郡三潴町とともに久留米市へ編入。

## 産業

### 酒造業
城島は「東の灘、西の城島」と呼ばれ、京都（伏見）や神戸（灘）と並ぶ｢日本の三大酒どころ」の一つとして著名である。酒造業の歴史は江戸時代中期の1745年（延享2年）にさかのぼるという。筑後川の水や筑後平野の米といった原料、筑後川水運を利用した流通の便に恵まれ、また資本と労働力を有する豪農が多いことから、産地として発展した。
明治初期には9軒の酒蔵があり、1881年（明治14年）には東京へ販路拡大を試みたが、灘との品質の違いが明らかとなっため、1886年（明治19年）に灘から三役と呼ばれる技術者（杜氏、麹付け、元廻り）を招き新醸造法を導入した。硬水である灘の宮水と、軟水である筑後川の水の特性の違いから失敗したが、醸造家や城島杜氏が筑後川の水を用いて醸造する技術を蓄積させ、1890年（明治23年）頃に新醸造による酒造りが軌道に乗った。景気動向による浮沈があったものの、明治時代後期には名醸造地として名声を得、1907年（明治40年）の全国品評会では3人が選ばれ、城島が九州地方随一の醸造量を誇るようになった。
久留米と大川を結ぶべく設立された大川軌道（のち大川鉄道を経て西日本鉄道に合併）の株主はみな酒造家であり、1912年（大正元年）に開通した路線（のち西鉄大川線、現在も西鉄バスの路線に残る）は酒の輸送にも利用された。また、酒造に用いるため、1921年（大正10年）に城島簡易水道協同組合（のち城島水道株式会社）が設立された。この会社は水道の一部を周辺にも供給し、1977年（昭和52年）に町営水道と合併するまで、日本では稀有な民間水道企業であった（民間水道にはほかに野田醤油（現在のキッコーマン）によるものがあった）。1923年（大正12年）の福岡県立三潴中学校（現在の福岡県立三潴高等学校）開設には酒造家たちが土地提供などの全面的支援を行った。
第二次世界大戦後は、醸造施設の大型化・機械化・合理化の先鞭をつけた。エネルギー革命に伴う三池・筑豊炭田の炭鉱の閉山、北九州工業地帯の沈滞などで大衆酒の消費地を失ったが、城島町と三潴町に15軒の酒蔵がある。毎年2月には、酒蔵が合同で酒飲み比べや角打ちなどを開催する、城島酒蔵びらきが行われる。

### 製瓦業

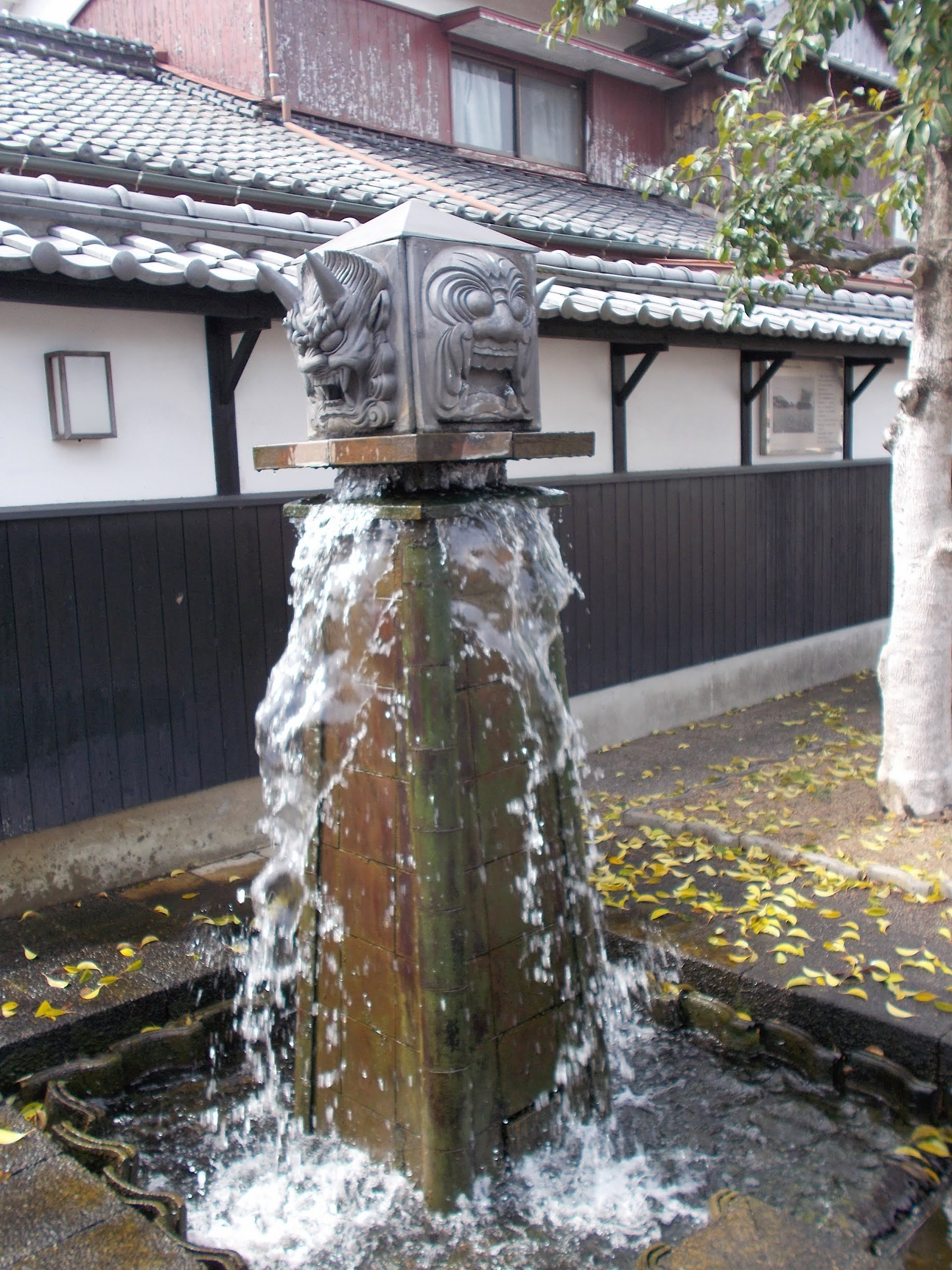
せせらぎ公園の鬼瓦の噴水（2019年）

城島では、平野の土と筑後川の水、そして筑後川の水運と大川軌道が用いた地の利から、製瓦業も発達した。そのルーツは、1621年（元和7年）に久留米へ転封された有馬豊氏に伴い丹波国から移住した瓦工に遡ると伝わる。現在も城島瓦協同組合に加盟する業者を中心に、複数の瓦工場が稼働する。

### 和傘製造
城島では、和傘の製造が盛んだった。和傘製造は、1600年（慶長5年）に筑後国主の田中吉政が江上日吉神社に寄進した際、和傘づくりを命じたのが始まりとされる。その後も神官や氏子の副業として続き、明治時代から昭和初期には筑後地域の一大産業となり、1945年（昭和20年）には500人の職人が年間100万本を製造し、昭和20年代には100軒以上の和傘店があった。しかし昭和30年代より洋傘の普及により衰退し、和傘店は全て廃業した。製造技術の伝承のために、1994年（平成6年）に城島和傘保存会が結成されたが、2018年（平成30年）に解散した。その後、江上校区まちづくり協議会で、和傘の和紙の張替えなどの製造技術の伝承を行っている。

## 交通

### 鉄道
1951年に西鉄大川線が休止（1966年廃止）されたことにより、城島町内に鉄道は存在しない。
鉄道を利用する場合の最寄り駅は、西鉄天神大牟田線犬塚駅。他に大善寺駅・JR久留米駅からバスの便がある。

### 路線バス
※現行の久留米市旧城島町域内の路線
- 西鉄バス（西鉄バス久留米） - 久留米市中心部・大川市との間を結ぶ。
  - JR久留米駅 - 六ツ門 - 大善寺 - 城島新町 - 大川橋
- よりみちバス「インガット号」 - コミュニティバス。城島町域内のほか犬塚駅も経由する。

### 道路
- 国道
  - 国道385号
- 主要地方道
  - 15号線（佐賀八女線）
  - 47号線（久留米城島大川線）
- 都道府県道
  - 133号線（坊所城島線）
  - 701号線
  - 702号線
  - 710号線（宮本大川線）

## 城島町出身の有名人
- 細川潤一 - 作曲家
- 冨田一雄 - 競泳選手
- 江頭匡一 - ロイヤルホスト創業者
- 河原成美 - 力の源ホールディングス創業者・社長、元日本ラーメン協会副理事長
- 中園健司 - 脚本家
- 上祐史浩 - 宗教家
- 金古聖司 - サッカー選手
- 納戸徳重 - 陸上競技　オリンピック選手